# Robert M. Shoemaker

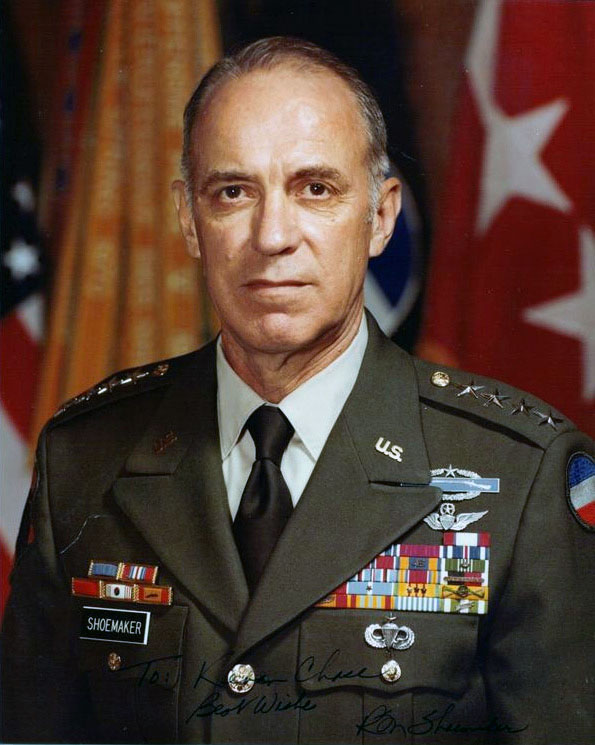
General Robert M. Shoemaker

Unterschrift

Robert Morin Shoemaker (* 18. Februar 1924 in Almont, Michigan; † 21. Juni 2017 in Harker Heights, Texas) war ein US-amerikanischer General der US Army, der unter anderem zwischen 1978 und 1982 Kommandeur des Streitkräftekommandos FORSCOM (US Army Forces Command) war.

## Leben
Shoemaker, Sohn von Uriah Beebe Shoemaker und dessen Ehefrau Pomala Morin Shoemaker, begann nach dem Schulbesuch eine militärische Ausbildung an der US Military Academy in West Point, die er 1946 mit einem Bachelor of Science (B.S.) abschloss. Nach seiner Beförderung zum Leutnant sowie später zum Oberleutnant war er Zugführer sowie nach der Beförderung zum Hauptmann Kompaniechef und Bataillonsstabsoffizier in Einheiten der 1. Infanteriedivision (1st Infantry Division), der 82. Luftlandedivision (82nd Airborne Division) sowie der 2. Infanteriedivision (2nd Infantry Division). 1959 schloss er seine Ausbildung am Command and General Staff College (CGSC) in Fort Leavenworth und absolvierte danach eine Pilotenausbildung für Heeresflieger (US Army Aviation Branch), die er 1960 beendete. Danach war er Offizier für die Infanterie im Zuordnungsreferat des Heeres.
1962 wurde Shoemaker Mitglied im Ausschuss für taktische Mobilitätsanforderungen (Tactical Mobility Requirements Board), das nach seinem Vorsitzenden und Vater der US-amerikanischen Heeresflieger General Hamilton H. Howze auch Howze Board genannt wurde. In dieser Funktion war er an der Entwicklung zahlreicher Grundsätze für Luftangriffsoperationen beteiligt und unternahm zu Beginn des Vietnamkrieges eine Reise zur Untersuchung der Einsatzmöglichkeiten der US Army Aviation Branch. Nach seiner Rückkehr wurde er G 3-Stabsoffizier der in Fort Benning stationierten 11. Luftangriffsdivision (11th Air Assault Division), die im Juli 1965 in 1. Kavalleriedivision (1st Cavalry Division) umorganisiert wurde. Er war in der Folgezeit zunächst Kommandeur des 1. Bataillons des 12. Kavallerieregiments und wurde im Dezember 1965 als Oberst Kommandeur des 1. Schwadrons des 9. Kavallerieregiments. Für seine dortigen Verdienste wurde ihm der Silver Star sowie das Distinguished Flying Cross verliehen. Nachdem er 1967 seine Ausbildung am US Army War College (USAWC) in Carlisle abgeschlossen hatte, wurde er Chef des Stabes sowie 1969 als Brigadegeneral stellvertretender Kommandeur der im Vietnamkrieg eingesetzten 1st Cavalry Division.
Nach Ende des Vietnamkrieges löste Generalmajor Shoemaker Generalmajor James C. Smith als Kommandeur der 1. Kavalleriedivision (1st Cavalry Division) ab und verblieb auf diesem Posten bis Februar 1975, woraufhin Generalmajor Julius W. Becton, Jr. seine Nachfolge antrat. Er selbst übernahm daraufhin zwischen 1975 und 1977 als Generalleutnant den Posten als Kommandierender General des III. US-Korps (III Corps) in Fort Hood und war im Anschluss von 1977 bis 1978 stellvertretender Kommandeur des US Army Forces Command. 1978 wurde Shoemaker zum General befördert und fungierte von 1978 bis zu seinem Eintritt in den Ruhestand 1982 als Kommandeur des Streitkräftekommandos FORSCOM (US Army Forces Command) in Fort McPherson. Für seine Verdienste in dieser Verwendung wurde ihm die Army Distinguished Service Medal verliehen. 1983 wurde er in die Army Aviation Hall of Fame aufgenommen. Er war ferner zwischen 1987 und 1994 Commissioner von Bell County.
Shoemaker war seit dem 17. Juli 1948 mit Mary Alice Tuke Rickard verheiratet.

## Auszeichnungen
Auswahl der Auszeichnungen, sortiert in Anlehnung der Order of Precedence of Military Awards:
- Army Distinguished Service Medal
- Silver Star
- Legion of Merit
- Distinguished Flying Cross
- Bronze Star
- Air Medal